# Atherigona ramu
Atherigona ramu este o specie de muște din genul Atherigona, familia Muscidae, descrisă de Adrian C. Pont în anul 1988. Conform Catalogue of Life specia Atherigona ramu nu are subspecii cunoscute.